# Mašte
Mašte este un sat din comuna Berane, Muntenegru. Conform datelor de la recensământul din 2003, localitatea are 206 locuitori (la recensământul din 1991 erau 216 locuitori).

## Demografie
În satul Mašte locuiesc 156 de persoane adulte, iar vârsta medie a populației este de 38,5 de ani (35,0 la bărbați și 42,3 la femei). În localitate sunt 61 de gospodării, iar numărul mediu de membri în gospodărie este de 3,38.
Această localitate este populată majoritar de sârbi (conform recensământului din 2003).
|  |

| Demografie | Demografie | Demografie |
| An         | Locuitori  | Locuitori  |
| ---------- | ---------- | ---------- |
|            |            |            |
|            |            |            |
|            |            |            |
|            |            |            |
| 1948       | 356        |            |
| 1953       | 354        |            |
| 1961       | 305        |            |
| 1971       | 271        |            |
| 1981       | 243        |            |
| 1991       | 216        | 209        |
| 2003       | 210        | 206        |

| \| Componența etnică conform recensământului din 2003[2] \| Componența etnică conform recensământului din 2003[2] \| Componența etnică conform recensământului din 2003[2] \| Componența etnică conform recensământului din 2003[2] \| Componența etnică conform recensământului din 2003[2] \| \| ----------------------------------------------------- \| ----------------------------------------------------- \| ----------------------------------------------------- \| ----------------------------------------------------- \| ----------------------------------------------------- \| \| \| \| \| \| \| \| Sârbi \| Sârbi \| \| 141 \| 68,44% \| \| Muntenegreni \| Muntenegreni \| \| 41 \| 19,9% \| \| Musulmani \| Musulmani \| \| 1 \| 0,48% \| \| Iugoslavi \| Iugoslavi \| \| 1 \| 0,48% \| \| necunoscută \| necunoscută \| \| 5 \| 2,42% \| |              |  |     |        |
| Componența etnică conform recensământului din 2003 |              |  |     |        |
| |              |  |     |        |
| Sârbi | Sârbi        |  | 141 | 68,44% |
| Muntenegreni | Muntenegreni |  | 41  | 19,9%  |
| Musulmani | Musulmani    |  | 1   | 0,48%  |
| Iugoslavi | Iugoslavi    |  | 1   | 0,48%  |
| necunoscută | necunoscută  |  | 5   | 2,42%  |